# Flick Drummond
Felicia Jane Beatrix "Flick" Drummond (née le 16 juin 1962 à Aden, Yémen) est une politicienne du Parti conservateur britannique. Elle est députée de Meon Valley de 2019 à 2024, après avoir représenté Portsmouth South de 2015 à 2017.

## Carrière politique
Drummond siège au conseil municipal de Winchester de 1996 à 2000, avant de partir accompagner son mari pour travailler aux États-Unis. De retour en 2004, Drummond est sélectionnée pour se présenter au Parlement à Southampton Itchen en 2005, et arrive en deuxième position derrière  John Denham du Labour. Lors de l'élection générale de 2015, elle succède au député sortant, Mike Hancock à Portsmouth South, après être arrivée deuxième, derrière lui, aux élections générales de 2010. 
Drummond s'oppose au Brexit. Elle déclare en 2016 que le résultat du Référendum sur l'appartenance du Royaume-Uni à l'Union européenne a diminué et diminuerait l'influence de la Grande-Bretagne en Europe.
Drummond est battue aux élections générales de 2017, l'un des trente gains nets du parti travailliste. 
En novembre 2019, Drummond est sélectionnée comme candidate parlementaire potentiel au siège conservateur sûr de Meon Valley, dans l'est du Hampshire. Elle est réélue au Parlement aux élections générales de décembre 2019 après la retraite du titulaire George Hollingbery. Elle se présente comme candidate conservatrice pour devenir commissaire de la police et de la criminalité du Hampshire lors des élections de 2020 en Angleterre et au Pays de Galles. 
Elle est la Secrétaire parlementaire privé d'Anne-Marie Trevelyan, Secrétaire d'État au Développement international. 

## Publications
- No Blame Game - The Future for Children's Social Workers for the Conservative Party Party Commission on Social Workers (octobre 2007)
- Women Returners, Rapport annuel sur les femmes et le travail APPG (2016)
- Brexit and Beyond édité par George Freeman MP - chapitre sur les communautés côtières (2019)